# Halit Edip Başer
Halit Edip Başer (* 1942 in Nizip, Provinz Gaziantep; † 11. März 2021 in Istanbul) war ein türkischer General des Heeres (Türk Kara Kuvvetleri), der von 1999 bis 2000 Vize-Chef des Generalstabes sowie zwischen 2000 und 2002 Kommandeur der 2. Armee war.

## Leben
Başer begann nach dem Schulbesuch 1961 eine Offiziersausbildung an der Heeresschule (Kara Harp Okulu), die er 1963 abschloss. Nach einem anschließenden Besuch der Infanterieschule (Piyade Okulu) fand er Verwendungen in verschiedenen Einheiten als Zugführer und Kompaniechef. Nachdem er zwischen 1970 und 1972 Absolvent der Heeresakademie (Kara Harp Akademisi) war, wurde er als Stabsoffizier in das Hauptquartier der NATO nach Brüssel abgeordnet, wo er Einsatzplanungsoffizier in der Operationsabteilung war. Nach seiner Rückkehr war er Leiter des Referats Strategie in der Abteilung Strategieplanung im Generalstab der Türkei und danach Generalsekretär im Hauptquartier des Heeres, ehe er zuletzt Kommandant des Präsidialgarderegiments war. 
Nach seiner Beförderung zum Brigadegeneral (Tuğgeneral) 1986 wurde er stellvertretender Leiter der Nachrichtendienst-Abteilung im Hauptquartier der Alliierten Streitkräfte der NATO in Südeuropa AFSOUTH (Allied Forces Southern Europe) in Neapel und war danach zwischen 1988 und 1990 Kommandeur der zur 3. Armee gehörenden 14. Mechanisierten Brigade in Kars. 1990 wurde er zum Generalmajor (Tümgeneral) befördert und war anfangs stellvertretender Leiter der Abteilung Operationsplanung im Generalstab und danach Kommandant der Heeresschule, ehe er zuletzt Militärberater von Ministerpräsidentin Tansu Çiller wurde.
1994 wurde Başer zum Generalleutnant (Korgeneral) befördert und übernahm den Posten als Kommandierender General des zur 1. Armee gehörenden III. Korps (III. Kolordu Komutanlığı) in Şişli. Nach seiner Beförderung zum General (Orgeneral) 1998 wurde er Kommandeur der Alliierten Landstreitkräfte der NATO in Südeuropa LANDSOUTH (Allied Land Forces Southern Europe) und dann ein Jahr später am 30. August 1999 als Nachfolger von General Hilmi Özkök Vize-Chef des Generalstabes (Genelkurmay II. Başkanlığı). Diesen Posten bekleidete er bis zu seiner Ablösung durch General Mehmet Yaşar Büyükanıt am 30. August 2000. Er selbst wurde daraufhin zuletzt am 30. August 2000 Nachfolger von General Aytaç Yalman als Kommandeur der 2. Armee (İkinci Ordu) in Malatya, zu der das IV. Korps in Ankara, das VI. Korps in Adana sowie das VII. Korps in Diyarbakır gehören und die für den Schutz Südostanatoliens und Ostanatoliens sowie der Grenzen zu Syrien, Iran und Irak zuständig ist. Auf diesem Posten verblieb er bis zu seinem Eintritt in den Ruhestand am 30. August 2002 und wurde daraufhin durch General Fevzi Türkeri abgelöst. Er war später von September 2006 bis Januar 2007 Vorsitzender des Zentrums für eurasische strategische Studien ASAM (Avrasya Stratejik Araştırmalar Merkezi)
Başer, der mit Hülya Başer verheiratet und Vater zweier Kinder war, sprach neben Türkisch auch Englisch. Er starb im März 2021 im Alter von 79 Jahren in einem Krankenhaus in Istanbul.